# Fonte brute de nickel
Nickel Pig Iron

Production mondiale de fonte brute de nickel, et proportion de celle-ci dans l'extraction de nickel.

La fonte brute de nickel, fréquemment appelée par son équivalent anglais nickel pig iron et couramment abrégée en NPI, est un ferronickel à faible teneur en nickel, typiquement moins de 15 % de nickel.
La fonte brute de nickel est un ferroalliage inventé au début du XXe siècle, mais progressivement tombé en désuétude au profit du ferronickel. Cependant, en 2005, la Chine le remet au goût du jour, en réutilisant de petits hauts fourneaux sidérurgiques déclassés pour la production d'acier, afin de répondre aux besoins de sa croissance.

## Obtention
La fonte brute de nickel est essentiellement produite en Chine à partir de latérites à faible teneur en nickel (typiquement moins de 2 %), venant d'Indonésie et des Philippines. Deux filières de production coexistent : la production par haut fourneau, et celle au four à arc électrique. En général, les hauts fourneaux produisent une fonte contenant de 4 à 13 % de nickel, alors que la fonte issue des fours électriques titre de 8 à 15 % de nickel.

### Haut fourneau
La production au haut fourneau a été massivement relancée en Chine après 2005. Les usines se situent essentiellement dans les provinces est de Shandong, Jiangsu et Fujian. Elles valorisent un minerai latéritique pauvre en nickel (Ni < 1,7 %) préférentiellement importé des Philippines jusqu'en janvier 2014. Le produit est commercialisé en gueuses de fonte contenant de 4 à 13 % de nickel.
Le minerai est traité premièrement par une agglomération, qui transforme le minerai quasi-boueux en aggloméré et lui retire certaines impuretés. La fusion se fait généralement de petits hauts fourneaux amortis mais obsolètes, polluants et non compétitifs pour la production d'acier. Ces installations retrouvent un nouveau souffle avec la production de ce ferroalliage, bas de gamme mais économiquement pertinent. L'adoption du procédé est rapide puisqu'en 2010, un tiers de la production de fonte brute de nickel est issu de ces petits hauts fourneaux (le reste étant issu de fours électriques). 
Cependant, cette filière traditionnelle consiste généralement une vieille installation sidérurgique amortie mais déclassée à cause de sa petite taille : son choix correspond plus à une stratégie d'opportunité qu'à celle d'un investissement pérenne.

### Procédé Krupp-Renn

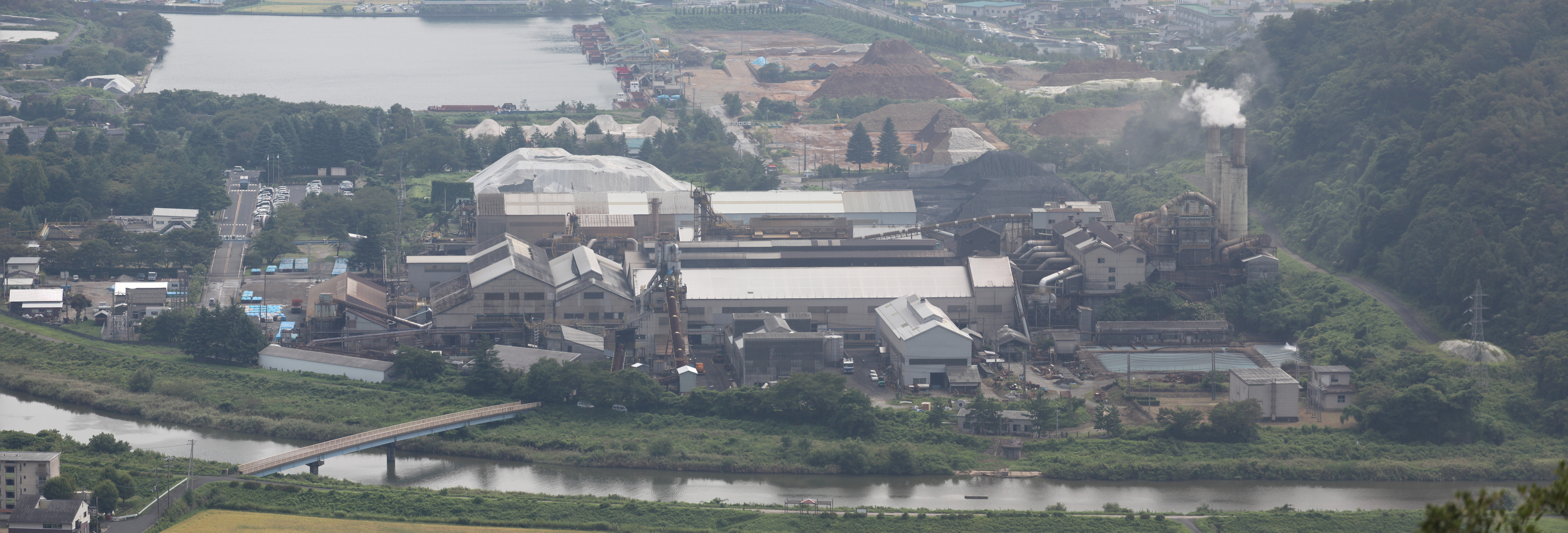
L'usine d'Ōeyama (Japon) de Nihon Yakin Kogyo en 2012. C'est la dernière usine à employer le procédé Krupp-Renn dans l'extraction du nickel.

Le procédé Krupp-Renn est un procédé de réduction directe dont le réacteur est un long four tubulaire identique à celui utilisé dans les cimenteries. Dans les dernières unités construites, celui-ci mesure environ 4,5 m de diamètre et 110 m de long. Le procédé, développé initialement dans les années 1930 pour produire du fer à partir de minerai pauvre et siliceux, s'est avéré, après la Seconde Guerre mondiale, être pertinent dans l'extraction du nickel, alors qu'il était progressivement abandonné dans la sidérurgie.
Au début du XXIe siècle, la fonderie de Nihon Yakin Kogyo à Ōeyama, au Japon, reste la seule usine du monde à utiliser le procédé Krupp-Renn pour la production de ferronickel à 23 % de nickel, avec une production mensuelle de 1 000 tonnes de luppen. Le procédé originel Krupp-Renn y a été considérablement modernisé; il est revendiqué comme le « procédé Oheyama ».
Le procédé Oheyama se distingue de procédé Krupp-Renn par l'emploi de calcaire et le briquetage du minerai avant son enfournement. Il conserve ses avantages qui sont la concentration de toutes les réactions pyrométallurgiques dans un unique réacteur et l'utilisation de charbon standard (c'est-à-dire non cokéfiable) qui couvre 90 % des besoins énergétiques du procédé. La consommation de charbon n'est que de 140 kg par tonne de latérite sèche et la qualité du ferronickel obtenu est compatible avec une utilisation directe par la sidérurgie. Le procédé est moderne mais délicat à maîtriser : toutes les réactions se déroulent dans un même réacteur et le risque de colmatage du four par des anneaux de matières frittées a découragé les producteurs chinois de fonte brute de nickel.

### Four électrique
Mise au point en 1950 en Nouvelle-Calédonie dans l'usine de Doniambo, la combinaison du four à tambour rotatif de réduction directe avec le four à arc électrique (de type four à arc immergé) permet, au prix d'une installation plus coûteuse, de spécialiser chaque outil dans une étape afin de gagner en efficacité. 
La production au four électrique privilégie un minerai moins pauvre que celui employé dans la filière haut fourneau : les teneurs en nickel sont supérieures à 1,5 %. Les producteurs chinois importent ce minerai d'Indonésie.

### Tendances récentes
Les producteurs chinois dépendent fortement de leurs importations en minerai. Leur approvisionnement a été perturbé en 2014 à la suite de la mise en place par le gouvernement indonésien d’un embargo sur les exportations de minerais non valorisés. La production de fonte brute de nickel a alors chuté de presque 30 % de 2013 à 2016, malgré une augmentation très importante des importations en provenance des Philippines, accentuant encore la dépendance de la Chine aux importations de nickel sous différentes formes. Par contre, la stratégie indonésienne s'avère payante car la production chinoise de fonte brute de nickel s'y délocalise avec des investissements d’aciéristes chinois. Ainsi, la production de fonte brute de nickel y a débuté en 2015, son affinage se développant dans la foulée avec la première production de nickel raffiné indonésien par Tsingshan à Célèbes en 2017.
Pour la construction de nouvelles capacités, l'association bien éprouvée du four rotatif de réduction directe avec le four électrique (procédé RKEF, Rotary Kiln–Electric Furnace) est généralement privilégiée. Ainsi, en 2011 la National Development and Reform Commission chinoise recommande l'adoption du RKEF pour le traitement des latérites nickélifères.
|               | Haut fourneau | RKEF (four rotatif et four électrique) | Krupp-Renn (ou procédé Oheyama) |
| ------------- | --- | --- | --- |
| Minerai       | Limonite (Fe > 35 % ; Ni ~1 %) | Saprolite (Ni > 2 % ; SiO2/MgO < 2 ou > 2,5) | Saprolite (Ni > 2 % ; SiO2/MgO < 2 ou > 2,5) |
| Produit       | Ferronickel (2–5 % Ni ; ~80 % Ni extrait) | Ferronickel (15–25 % Ni ; > 90 % Ni extrait) | Ferronickel (~23 % Ni ; ~90 % Ni extrait) |
| Principe      | Agglomération sur chaîne. Fusion à ~1 500 °C au haut fourneau. | Préréduction entre 850 et 1 000 °C au four rotatif. Fusion entre 1 500 et 1 600 °C au four électrique.                                                     | Réduction entre 900 et 1 250 °C puis fusion entre 1 250 et 1 400 °C dans le même four rotatif.                                                                              |
| Avantages     | Pas d'investissement dans le cas de la reconversion d'une usine sidérurgique. Forte capacité de production.                                                                        | Procédés robustes et connus. Extraction de 90 % du nickel Résidus faciles à retraiter                                                                      | Énergétiquement efficace. Utilisations de charbons standards. Centrale électrique et usine d'affinage non nécessaires. Laitiers utilisables comme matériau de construction. |
| Inconvénients | Peu flexible vis-à-vis des minerais. Qualité fluctuante. Produit pauvre en nickel avec présence de soufre et de phosphore. Coût d'exploitation élevés. Problèmes environnementaux. | Investissement élevé. Forte consommation électrique. Pas de récupération du cobalt. Nécessite des minerais riches en nickel. Émissions polluantes à gérer. | Difficulté à stabiliser le procédé dans le four rotatif. Nécessite des minerais riches en nickel. Peu de capacité de production. Émissions polluantes à gérer.              |

## Utilisation
En 2010, ce substitut bon marché au ferronickel produit en Chine représente 10 % du marché de l'extraction du nickel. Comme la plupart du ferronickel, il est destiné à servir d'élément d'alliage dans la production d'aciers inoxydables. En 2021, le nickel issu de la fonte brute de nickel produite en Chine et en Indonésie atteint les 50 % de la production mondiale de nickel primaire (1 330 kt sur un total de 2 677 kt).